# Bolnisi

Bolnisi

Bolnisi este un oraș în Georgia.

## Personalități născute aici
- Miheil Kavelașvili (n. 1971), politician, președintele Georgiei.